# Xã Big Grove, Quận Kendall, Illinois
Xã Big Grove (tiếng Anh: Big Grove Township) là một xã thuộc quận Kendall, tiểu bang Illinois, Hoa Kỳ. Năm 2010, dân số của xã này là 1.647 người.